# Melika Norouzi
Melika Norouzi (persisch ملیکا نوروزی; * 7. Juni 2005) ist eine iranische Leichtathletin, die sich auf den Hammerwurf spezialisiert hat.

## Sportliche Laufbahn
Erste internationale Erfahrungen sammelte Melika Norouzi im Jahr 2022, als sie bei den U18-Asienmeisterschaften in Kuwait mit einer Weite von 57,85 m die Silbermedaille mit dem leichteren 3-kg-Hammer gewann. Im Jahr darauf belegte sie bei den U20-Asienmeisterschaften in Yecheon mit 54,49 m den vierten Platz und 2024 gelangte sie bei den U20-Asienmeisterschaften in Dubai mit 57,26 m erneut auf Rang vier und im Jahr darauf wurde sie bei den Asienmeisterschaften in Gumi mit 59,18 m Neunte.
In den Jahren 2023 und 2025 wurde Norouzi iranische Meisterin im Hammerwurf.